# Sam doma
Sam doma (v izvirniku angleško Home Alone) je ameriška božična komedija iz leta 1990, ki jo je režiral Chris Columbus, scenarij in produciral pa John Hughes. To je prvi film iz franšize Sam doma, v njem pa igrajo Macaulay Culkin, Joe Pesci, Daniel Stern, John Heard in Catherine O'Hara. Culkin igra glavnega lika Kevina McCallisterja, 8-letnega fanta, ki brani svoj dom v Chicagu pred vlomilci, potem ko ga njegova družina po nesreči pozabi doma na božičnih počitnicah v Parizu.
John Hughes si je med pripravami na dopust načrtoval napisati film na temo Sam doma. Warner Bros je prvotno nameraval financirati in distribuirati film, vendar je produkcijo ustavil, potem ko je presegel dodeljeni proračun, in 20th Century Fox je prevzel odgovornost po tajnih sestankih s Hughesom. Columbus in Culkin sta bila najeta kmalu zatem, snemanje filma pa je potekalo med februarjem in majem 1990 na lokaciji v Illinoisu. 
Sam doma je bil premierno predvajan v Chicagu 10. novembra 1990, na spored kinematografov pa je prišel 16. novembra v ZDA. Prejel je pozitivne kritike, s pohvalami za igralsko zasedbo, humor in glasbo. Film Sam doma je po vsem svetu zaslužil 476,7 milijona dolarjev, s čimer je postal najdonosnejša igrana komedija do izida Prekrokane noči 2 (2011), Macaulay Culkin pa je postal otroška zvezda. Nominirana je bila za nagrado zlati globus za najboljši film – muzikal ali komedija in za najboljšega igralca v filmu – muzikal ali komedija za Culkina ter za oskarja za najboljšo izvirno glasbo za Johna Williamsa in najboljšo izvirno pesem za »Somewhere in My Memory«. Sam doma je od takrat veljal za enega najboljših božičnih filmov. Nadaljevanje, Sam doma 2: Izgubljen v New Yorku, je izšlo leta 1992.  

## Vsebina
Družina McCallister se pripravlja na preživetje božiča v Parizu in se v noči pred odhodom zbere v domu v predmestju Chicaga. Kevin, najmlajši sin Petra in Kate, je predmet posmeha starejših bratov in sester. Kasneje Kevin po pretepu s starejšim bratom Buzzom nehote uniči družinsko večerjo in letalske karte za Pariz, zaradi česar ga za kazen pošljejo na podstrešje hiše, kjer zmerja mamo Kate in si želi, da bi njegova družina izginila. Ponoči močan veter poškoduje daljnovode, kar povzroči izpad električne energije in izklop budilke, zaradi česar družina zaspi. V zmedi in hitenju na letališče Kevina po nesreči pozabijo doma.
Ko se Kevin zbudi in ugotovi, da je hiša prazna, misli, da se mu je želja uresničila, saj je presrečen nad novo pridobljeno svobodo. Toda kmalu se ustraši svojega soseda, starca Marleyja, za katerega se govori, da je serijski morilec, ki je umoril lastno družino, pa tudi para »mokrih razbojnikov«, Harryja in Marva, vlomilca, ki sta vlamljala v druge prazne hiše v soseski in sta imela cilj vlomiti v hišo McCallisterjev. Kevin ju zavede, da mislita, da je njegova družina še vedno doma, in ju prisili, da odložita svoje načrte. 
Medtem Kate na letalu ugotovi, da Kevina ni z njimi na krovu in po prihodu v Pariz družina ugotovi, da so vsi leti za naslednja dva dni rezervirani in da telefonske linije še vedno ne delujejo. Peter in ostali člani družine ostanejo v bratovem stanovanju v Parizu, Kate pa uspe dobiti let nazaj v ZDA v Dallas v Teksasu, a pride le do Scrantona v Pensilvaniji. Nato poskuša rezervirati let v Chicago, vendar je spet vse rezervirano. Tega ne more sprejeti. Na terminalu jo sliši Gus Polinski, vodja potujoče polka skupine, ki ji ponudi, da gre z njimi v kombiju do Chicaga na poti v Milwaukee.  
Medtem Harry in Marv končno ugotovita, da je Kevin sam doma, in na božični večer ju Kevin sliši, kako razpravljata o načrtih, da bosta tisto noč vdrla v njegovo hišo. Kevin nato začne pogrešati svojo družino in vpraša lokalnega igralca Božička, ali bi lahko pripeljal svojo družino nazaj za božič. Nato gre Kevin v cerkev in opazuje nastop zbora, nato pa sreča Marleyja, s katerim se zaplete v pogovor. V zboru mu Marley pokaže vnukinjo, ki je še ni spoznal, saj sta s sinom pred leti sprla; Kevin mu predlaga, naj se pobota s sinom.  
Nato se Kevin vrne domov in hišo opremi z vrsto pasti za obrambo. Harry in Marv vdreta v hišo, pri tem se sprožijo pasti in oba utrpita različne poškodbe. Kmalu zasledujeta Kevina po hiši, ta pa pokliče policijo in pobegne, nato pa Harryja in Marva zvabi v sosednjo hišo, v katero sta prej vlomila. Vendar pa ga zvabita v zasedo, ujameta in ga obesita na vrata. Ko se pripravljata, da bi se mu maščevala, vdre v hišo Marley in ju z udarcem z lopato za sneg onesposobi. Nato pride policija in ju aretira. Par prepoznajo po Marvovi objestni navadi, da v okradenih hišah povzroči poplavo z odpiranjem pip in mašenjem odtokov, zaradi česar sta dobila vzdevek »mokra bandita«.
Na božični dan Kevin razočaran ugotovi, da njegove družine še vedno ni. Nato pa zasliši Kate, ki vstopi v hišo in ga kliče; srečata se in se olajšano objameta, kmalu pa se jim pridružijo še Peter, Buzz, Jeff, Megan in Linnie, ki so čakali v Parizu, dokler niso dobili direktnega leta v Chicago. Kevin molči o svojem srečanju s Harryjem in Marvom, čeprav Peter najde na tleh Harryjev izbit zlati zob. Kevin nato skozi okno opazuje, kako k Marleyju pridejo sin, snaha in vnukinja. Marley opazi Kevina in oba si pomahata. 

## Vloge
- Macaulay Culkin kot Kevin McCallister
- Joe Pesci kot Harry
- Daniel Stern kot Marv
- John Heard kot Peter McCallister
- Catherine O'Hara kot Kate McCallister
- Roberts Blossom kot Marley
- Devin Ratray kot Buzz McCallister
- John Candy kot vodja polka ansambla Gus Polinski
- Gerry Bamman kot stric Frank
- Kieran Culkin kot Fuller McCallister, Kevinov mlajši bratranec
- Ralph Foody kot serijski morilec Johnny iz filma Angels with Filthy Souls
- Angela Goethals kot Linnie, Kevinova starejša sestra
- Hillary Wolf kot Megan McCallister, Kevinova starejša sestra
- Michael C. Maronna kot Jeff McCallister, Kevinov starejši brat
- Kristin Minter kot Heather McCallister, Kevinov starejši bratranec
- Daiana Campeanu kot Sondra McCallister, Kevinova starejša sestrična
- Jedidiah Cohen kot Rod McCallister, Kevinov starejši bratranec
- Senta Moses kot Tracey McCallister, Kevinova starejša sestrična
- Anna Slotky kot Brook McCallister, Kevinova mlajša sestrična
- Terrie Snell kot Aunt Leslie, žena strica Franka
- Virginia Smith kot Georgette, Kevinova teta, žena strica Roba in mati Heather in Steffana
- Matt Doherty kot Steffan McCallister, Kevinov starejši bratranec
- Ray Toler kot stric Rob McCallister, Kevinov stric, mlajši brat Petra in strica Franka ter oče Heather in Steffana